# Адангме (язык)
Адангме, дангме — язык народа адангме, распространён на юго-востоке республики Гана в области Вольта. Относится к языкам ква, обычно объединяется в одну группу с языком народа га.
Алфавит адангме:
A a, B b, D d, E e, Ɛ ɛ, F f, G g, Gb gb, H h, I i, J j, K k, Kp kp, L l, M m, N n, Ny ny, Ŋ ŋ, Ŋm ŋm, O o, Ɔ ɔ, P p, S s, T t, Ts ts, U u, V v, W w, Y y, Z z

## Исследователи адангме
- M. E. Kропп Дакубу — профессор Университета Ганы
- Ирен Коркой Одотей